# ريتشارد بيلزر
ريتشارد بيلزر (بالإنجليزية: Richard Belzer)‏ مواليد 4 أغسطس 1944 في بريدجبورت، كونيتيكت، الولايات المتحدة، هو ممثل أمريكي.

## الأعمال
- الشهرة
- الوجه ذو الندبة

## روابط خارجية
- ريتشارد بيلزر على موقع IMDb (الإنجليزية)
- ريتشارد بيلزر على موقع ألو سيني (الفرنسية)
- ريتشارد بيلزر على موقع ميوزك برينز (الإنجليزية)
- ريتشارد بيلزر على موقع أول موفي (الإنجليزية)
- ريتشارد بيلزر على موقع قاعدة بيانات الأفلام السويدية (السويدية)
- ريتشارد بيلزر على موقع إن إن دي بي (الإنجليزية)
- ريتشارد بيلزر على موقع ديسكوغز (الإنجليزية)
- ريتشارد بيلزر على موقع قاعدة بيانات الفيلم (الإنجليزية)
- ريتشارد بيلزر على موقع كينوبويسك (الروسية)